# Nephila constricta
Espèce
Synonymes
- Nephila lucasi Simon, 1887
- Nephila baculigera Thorell, 1899

Nephila constricta est une espèce d'araignées aranéomorphes de la famille des Araneidae.

## Distribution
Cette espèce  se rencontre en Afrique tropicale.

## Description
La femelle holotype mesure 13,7 mm.

## Systématique et taxinomie
Cette espèce a été décrite par Karsch en 1879.
Nephila lucasi et Nephila baculigera ont été placées en synonymie par Dahl en 1912.

## Publication originale
- Karsch, 1879 : « West-afrikanische Myriopoden und Arachniden. » Zeitschrift für die Gesammten Naturwissenschaften, vol. 52, p. 825-837.